# Marriage on the Rocks/Rock Bottom
| Recensione | Giudizio |
| ---------- | -------- |
| AllMusic   | [ 1 ]    |

Marriage on the Rocks/Rock Bottom è il quarto album degli The Amboy Dukes, pubblicato dalla Polydor Records nel marzo del 1970.

## Tracce
Brani composti da Ted Nugent, tranne dove indicato
Lato A
1. Marriage – 9:03
2. Breast-Fed Gator – 2:52 (Bait, Vugent)
3. Get Yer Guns – 4:21
4. Non-Comformist Wilderbeast Man – 1:28
5. Today's Lesson (Ladies & Gentlemen) – 5:32

Lato B
1. Children of the Woods – 8:34
2. Brain Games of Yesteryear – 3:40
3. The Inexhausible Quest for the Cosmic Cabbage – 10:02 (Andrew Solomon, Robert Solomon)

- The Inexhausible Quest for the Cosmic Cabbage comprende brani di Béla Bartók: secondo quartetto d'archi, con inizio secondo movimento

## Musicisti
- Ted Nugent - chitarra
- Andy Solomon - tastiere, voce
- Greg Arama - basso
- David Palmer - batteria